# Urceolaria scotica
Urceolaria scotica är en svampart som beskrevs av Motyka 1996. Urceolaria scotica ingår i släktet Urceolaria, ordningen skålsvampar, klassen Pezizomycetes, divisionen sporsäcksvampar och riket svampar.   Inga underarter finns listade i Catalogue of Life.